# Norman Bates
Norman Louis Bates (* 26. August 1927 in Pocatello, Idaho; † 29. Januar 2004) war ein US-amerikanischer Jazzbassist. Er spielte mit Dave Brubeck.

## Leben
Norman Bates war der Bruder des Bassisten Bob Bates. Er studierte klassischen Bass und spielte 1945 bei Jimmy Dorsey und 1947 bei Carmen Cavallaro. Am meisten in Erinnerung bleiben wird Noman Bates Mitgliedschaft in den frühen Formationen von Dave Brubeck von 1948/49; später nahm er den Platz seines Bruders Bob in der Brubeck-Band ein und spielte dort von 1955 bis 1958. Danach hatte er ein eigenes Trio in San Francisco. Außer mit Brubeck nahm er Platten mit Wally Rose 1955 und Paul Desmond auf.

## Auswahldiskographie
- Dave Brubeck: Reunion (Fantasy/OJC, 1957)
- Paul Desmond: Quintet – Quartet (Fantasy/OJC, 1956–1957)